# Смелый (Лоевский район)
Смелый (бел. Смелы) — посёлок в Уборковском сельсовете Лоевского района Гомельской области Беларуси.
На юге граничит с лесом.

## География

### Расположение
В 15 км на северо-запад от Лоева, 56 км от железнодорожной станции Речица (на линии Гомель — Калинковичи), 72 км от Гомеля.

## Транспортная сеть
Транспортные связи по просёлочной, затем автомобильной дороге Брагин — Холмеч. Планировка состоит из короткой прямолинейной улицы, ориентированной с юго-запада на северо-восток, к центру которой с запада присоединяется короткая прямолинейная улица. Застроен двусторонне плотно деревянными крестьянскими усадьбами.

## История
Основан в начале 1920-х годов переселенцами из соседних деревень на бывших помещичьих землях. В 1931 году жители вступили в колхоз. Во время Великой Отечественной войны оккупанты в 1943 году сожгли 58 дворов и убили 1 жителя. Согласно переписи 1959 года в составе совхоза имени В. И. Ленина (центр — деревня Уборок).

## Население

### Численность
- 1999 год — 19 хозяйств, 30 жителей.

### Динамика
- 1940 год — 60 дворов, 182 жителя.
- 1959 год — 160 жителей (согласно переписи).
- 1999 год — 19 хозяйств, 30 жителей.